# Joachim Scheel
Joachim Scheel, även stavat Scheele eller Scheelen, född 1531 på Rügen, död 1606 i Åbo, var en tyskfödd amiral i Svenska flottan, 1599 utnämnd av hertig Karl till riksamiral och överståthållare i Finland.

## Familj
Det finns olika uppgifter om Joachim Scheels släktbakgrund; i vissa källor antas han ha borgerlig bakgrund, i andra källor adlig. Inga bevarade uppgifter om fru eller barn finns, men efter 1630 omnämns en möjlig efterkommande, Balzer Scheele, som ägare till delar av hans finska godsinnehav. Dennes efterkommande kom sedermera att anta Sahrakorpi som släktnamn, en finsk form av namnet von Scheele. 
Säkert är att hans yngre syster Anna (1535–efter 1596) blev anmoder till släkten von Gottberg. Han hade nära kontakt med sina systersöner, den svenske kommendanten i Pernau Jakob Gottberg (död efter 1614) och översten i svenska armén Paul Gottberg (död 1629). Prosten i Wiek på Rügen, Johann Scheele (1525–1600), brukar anges som hans äldre bror. Brodern Johann Scheels efterkommande blev sedermera anfäder till olika linjer av släkten; brorsonen Martin Scheele (1544–1620) grundade den svensk-tyska linjen Schéele som sedermera adlades; brorsonen Hendrick Scheele (född 1555), som var kirurg i fältherren Philipp von Hohenlohes nederländska armé, grundade en nederländsk gren; brorsonen Johann Scheele som var kyrkoämbetsman i Schaprode grundade den Stralsundska linjen som blev rådsherrar i Stralsund och brorsonen Joachim von Scheele (1561–1629) som gick i svenska kronans tjänst blev ståthållare på Svartsjö slott och grundade ytterligare en svensk adlig linje.

## Biografi
Joachim Scheel skaffade sig tidiga sjömilitära erfarenheter genom en tid i franska flottan och gjorde sig därefter snabbt ett namn som köpman och kapten i Danzigs handelsflotta. Efter att ha lämnat Polen gick han i svensk tjänst och gynnades av Johan III, vilket samtidigt ledde till motsättningar med andra höga marinofficerare från svenska högadliga familjer.
Från 1585 var han kapten i svenska flottan. I denna roll ledde han samma år en expedition med Hälsinge Lejonet till Lissabon med last av trävaror. Efter en framgångsrik resa återvände han 1586 och var fram till 1595 kapten i flottan. Detta år utnämndes han till ansvarig för Västerviks skeppsgård. 
I striden mellan kung Sigismund som regerade från Polen och dennes farbror hertig Karl (Karl IX) ställde Scheel sig på hertigens sida. Karl utnämnde honom 12 februari 1596 till inspektör över alla svenska kungliga fartyg, flottans byggnader och sjöfolk i kronans tjänst, och därmed de facto efterföljare till den Sigismundtrogne riksamiralen Clas Eriksson Fleming (död 1597), som överbefälhavare för den svenska flottan. Scheele förhindrade hårdhänt varje försök från svenska marinofficerare att överlämna flottan i Sigismunds händer.
Under Scheels tidigare deltagande i nordiska tjugofemårskriget som svensk marinofficer hade han intagit Ronneburg i Livland. Hans efterföljare som lokala befälhavare blev i tur och ordning hans systersöner Joachim och Paul Gottberg. I augusti 1596 ledde han fem fartyg från Nyköping till Älvsnabben och 1597 seglade han med hela den kungliga flottan från Stockholm till Kalmar.
På uppdrag av hertig Karl erövrade Scheele i augusti 1598 Kastelholms slott på Åland, som hade besatts av Sigismundtrogna finska bondetrupper. På grund av ogynnsam vind låg han därefter kvar framför Åland och kunde därmed inte ingripa mot kung Sigismunds landstigning i Kalmar. Redan i september förlorade dock Sigismund det avgörande slaget vid Stångebro och tvingades därefter ge upp den svenska tronen.
Scheele deltog därefter i återerövringen av Åbo och gjorde sig beryktad för sin hårdhet och hänsynslöshet gentemot de kungatrogna delarna av adeln. Han utnämndes 1599 av hertig Karl till riksamiral samt överste ståthållare och militär överbefälhavare i Finland, samtidigt som Sigismund utnämnde Johan Nilsson Gyllenstierna (1569–1617) till riksamiral. Gyllenstiernas försök att med dansk hjälp angripa Älvsborgs fästning misslyckades dock och Gyllenstierna tvingades återvända till Sigismund i Polen. Scheele avgick från riksamiralsämbetet i Stockholm 11 juni 1602 och efterträddes av Axel Nilsson Ryning. 
Scheele förblev generalguvernör i Finland där han också hade omfattande lantegendomar. Sedan juli 1599 var han även herre till Kungsberga i Uppland. Han avled 1602 och dödsorten anges antingen som Åbo eller Stockholm i olika källor.